# Французский референдум по Конституции Европейского союза (2005)
Французский референдум по Конституции Европейского союза проводился 29 мая 2005 года с целью выяснить, должна ли Франция ратифицировать предложенную Конституцию ЕС. В результате Конституция была отвергнута большинством голосов (54,67 %) при явке в 69 %.
Вопрос, вынесенный на референдум, был следующий:

Одобряете ли Вы проект закона, который ратифицирует договор, устанавливающий Конституцию Европы?
Оригинальный текст (фр.)Approuvez-vous le projet de loi qui autorise la ratification du traité établissant une Constitution pour l’Europe?

Франция стала первой страной, которая отвергла т. н. Римский договор 2004 года, который вводил Конституцию ЕС в действие. Референдум, проводившийся по этому же вопросу в Испании в феврале 2005 года, одобрил договор с большим отрывом. Результат французского референдума внёс неопределённость в будущее договора, который должен был получить одобрение всех без исключения членов Европейского Союза для вступления в силу. 1 июня 2005 года договор был также отвергнут на нидерландском референдуме. Планировавшиеся референдумы в других странах, за исключением Люксембургского, были либо перенесены, либо вовсе отменены.

## Результаты
| Участие в референдуме:           |            |         |
| Бюллетеней опущено               | 28 985 293 | 69,34 % |
| Не голосовало                    | 12 814 573 | 30,66 % |
| Всего избирателей                | 41 799 866 | 100 %   |
| Опущенные бюллетени:             |            |         |
| Действительных                   | 28 256 673 | 97,49 % |
| Незаполненных и недействительных | 728 620    | 2,51 %  |
| Всего голосов                    | 28 985 293 | 100 %   |
| Да и Нет:                        |            |         |
| Да (за)                          | 12 806 394 | 45,33 % |
| Нет (против)                     | 15 450 279 | 54,67 % |
| Всего                            | 28 256 673 | 100 %   |